# Крёкшино (усадьба)
Усадьба Крёкшино расположена в деревне Крёкшино в Новомосковском административном округе города Москва, недалеко от станции Крёкшино Киевского направления железной дороги.

## История усадьбы
Первым владельцем земли, на которой впоследствии появилась усадьба Крёкшино, был Пётр Н. Крёкшин, выходец из новгородских дворян. Крёкшин служил во флоте, позднее, в офицерском чине, «был при делах его императорского величества» Петра I. Выйдя в отставку, он посвятил свою жизнь собирательству материалов о жизни и деятельности Петра Первого. Екатерина Великая сочла коллекцию бумаг Крёкшина весьма полезной и пожаловала Крёкшину земли от Можайска до Тушина.
Позднее Крёкшино принадлежало Бутурлиным, Голицыным, О. А. Мусиной-Пушкиной. Представителю рода Мусиных-Пушкиных историку Алексею Ивановичу (видимо, родственнику О. А. Мусиной-Пушкиной) достаётся от наследников П. Н. Крёкшина собрание бумаг последнего.
С середины XIX века Крёкшиным владеет крупный политик Василий Александрович Пашков, англофил, имевший обширные владения в нижегородской губернии. Пашковы в имении не жили, всем заведовал управляющий. Крестьяне занимались лесоразработкой, в оранжерее выращивали цветы, клубнику, персики. В имении насчитывалось 25 домов.
Во второй половине XIX века был выстроен кирпичный двухэтажный усадебный дом «…в стиле английских романтических особняков XIX века с готическими реминисценциями в виде ложных фахверков на двух выступах (южном и северном), и деревянных кружевных деталей на причелинах фронтонов, напоминающих каменные кружева готических и готико-мавританских сооружений». При строительстве дом был оборудован по последнему слову техники — устроены водопровод, канализация, телефон, электричество, ванная комната с подогревом и тёплыми полами.
Крёкшинское имение было красивейшим. Кругом был великолепный лес, территория усадьбы была обнесена земляным валом, на котором росли вековые деревья. А внутри вала был разбит прекрасный английский парк, в самой усадьбе были большой яблоневый сад и пруд, где росли лилии, кувшинки, вился причудливый ажурный мостик. От берега ходил паром до кургана, на котором стояли столики, росли небольшие деревца.
Точных указаний, кто же выстроил дошедший до нас в виде руин усадебный дом, не известно. Считается, что это дом Черткова. В книге Марии Нащокиной «Русская усадьба Серебряного века» опубликованы материалы по усадьбе Ветошкино в Нижегородской области. Дом в Ветошкино построил для себя Пашков В. А. (владелец и Крёкшинской земли) и жил там каждое лето. Интересно, что сохранившийся там усадебный дом (так же сильно разрушенный), выстроен тоже в английском духе и очень близок крёкшинскому в деталях и строительной технике.
В последней четверти XIX века в Крёкшине селится Владимир Григорьевич Чертков (сестра его матери в замужестве — Пашкова). Чертков был лидером толстовства, близким другом Л. Н. Толстого, редактором и издателем его произведений. С 1897 по 1907 год Чертков был выслан за границу и жил в Англии, слыл англоманом. В 1909 году Департамент полиции запретил В. Г. Черткову проживать в Тульской губернии (где находились имения его родителей), и он с семьёй окончательно поселился в Крёкшине.
Дважды (в октябре-ноябре 1887 года и в сентябре 1909 года) в гости к Черткову в Крёкшино приезжал Л. Н. Толстой. С его приездом в 1909 году связаны многочисленные фотографии усадебного дома в Крёкшине, сохранившиеся в музее Л. Н. Толстого в Москве.
После революции дом был и жилым, и общежитием. Здесь размещалась столовая, в войну — госпиталь и родильный дом, радиоузел.
30 апреля 1977 года Наро-Фоминский горисполком поставил усадьбу под государственную охрану как памятник истории местного значения. В доме планировалось организовать совхозный музей на общественных началах и выделить помещение под мемориальный музей Л. Н. Толстого.

## Современное состояние
3 февраля 1992 года усадьба «Крекшино» поставлена на учет в ГУП МО «Московское областное бюро технической инвентаризации», собственником указан совхоз Крекшино.
10 июля 1992 года, на основании Акта приема передачи памятник истории и культуры был передан в собственность Администрации Марушкинского сельсовета Наро-Фоминского района, однако право собственности не было зарегистрировано в установленном порядке.
1 декабря 1992 года производственным бюро по охране и использованию памятников истории и культуры, являвшимся в тот период времени подведомственной организацией Комитета по культуре и туризму Московской области, правопреемником которого является Министерство культуры Московской области, заключен договор на пользование усадьбой с ТОО «Гандбольный клуб «Кунцево» сроком на 99 лет, после чего, на основании Постановления Главы Администрации Московской области от 15.02.1993 № 27, усадьба «Крекшино» была передана в пользование ТОО «Гандбольный клуб «Кунцево»
В 1996 году в усадьбе произошёл пожар, уничтоживший здание практически полностью.
13 апреля 1999 года при осмотре главного дома усадьбы Черткова с участием представителей Комитета по культуре Администрации Московской области и Администрации Марушкинского сельского округа была установлено, что дом Черткова, используемый ТОО «Гандбольный клуб «Кунцево» по охранно-арендному договору, находится в неудовлетворительном состоянии, ремонтно-реставрационные работы не проводились, сторожевая охрана отсутствует.
В соответствии с Распоряжением Министерства имущественных отношений Московской области от 06.11.2009 № 1483 усадьба В.А. Пашкова была закреплена за ГУП МО «Московский областной информационно-аналитический культурный центр» (ГУП МО «МОК-Центр») на праве хозяйственного ведения.
28 мая 2015 года Арбитражный суд города Москвы отказал администрации поселения Марушкинское в признании права собственности на усадьбу «Крекшино».

## В литературе
Писательница Софья Могилевская описала усадьбу в рассказе «Лето в Крекшино».